# Пакистанская рупия
Пакистанская рупия — денежная единица Пакистана.
- Эмитент — Государственный банк Пакистана.
- Банкноты номиналом 10, 20, 50, 100, 500, 1000, 5000 рупий.
- Монеты номиналом 1, 2, 5, 10 и 20 рупий.

С 1 января 2011 года банкнота номиналом 5 рупий выпуска 2008 года заменена монетой аналогичного номинала. В обращении также находятся обиходно-памятные монеты номиналами 10 и 20 рупий, выпуск которых посвящён памятным событиям или выдающимся деятелям Пакистана.
Основные цвета банкнот: тёмно- и светло-коричневый, оливковый.

## История
Пакистанская рупия введена в июле 1948 года вместо индийской рупии (1:1). Первые банкноты в пакистанских рупиях представляли собой банкноты Резервного банка Индии с надпечаткой «Правительство Пакистана». Затем они были заменены банкнотами Государственного банка Пакистана. Индийские банкноты сохраняли силу законного платёжного средства до октября 1948 года, индийские монеты — до июля 1951 года.
Первоначально пакистанская рупия = 16 анна = 64 пайса = 192 пая, с 1961 года рупия = 100 пайсов.
Паритет с индийской рупией сохранялся до 6 июля 1966 года.
В июне 2001 года один доллар США равнялся 63 пакистанским рупиям. Среднее значение рупии по отношению к доллару было Rs12,7 за $1 в 1982—1983 годах. Это показывает, что инфляция была очень высока. C 1980 по 1990 год уровень инфляции составлял в среднем 7 % в год, а с 1990 по 1995 год он достиг в среднем более чем 11 %.
26 февраля 2014 года Государственный банк Пакистана заявил об изъятии из обращения монет в 1, 2, 5, 10, 25 и 50 пайсов. Монеты в пайсах принимались к обмену в офисах Государственного банка, а также отделениях коммерческих банков до 30 сентября 2014 года. С 1 октября 2014 года монеты в пайсах утратили силу законного платёжного средства.

## Монеты
В 1948 году были введены монеты достоинством в 1 пайс, 1⁄2, 1 и 2 анны, 1⁄4, 1⁄2 и 1 рупию. Монеты в 1 пайс были добавлены в 1951 году. В 1961 году были выпущены монеты достоинством 1, 5 и 10 пайсов, за которыми позже в том же году последовали монеты достоинством 1 пайс, 5 и 10 пайсов. В 1963 году были введены монеты номиналом 10 и 25 пайсов, а на следующий год — 2 пайса. Монеты номиналом 1 рупий были вновь введены в 1979 году, затем 2 рупий в 1998 году и 5 рупий в 2002 году. Монеты номиналом 2 пайса последний раз чеканились в 1976 году, а монеты номиналом 1 пайса прекратили выпуск в 1979 году. 5, 10, 25 и 50 пайсов прекратили производство в 1996 году. Существует два варианта монет номиналом 2 рупии: у большинства из них есть облака над Бадшахи Масджид, но у многих их нет.
Монеты, деноминированные в пайсах, перестали быть законным платежным средством в 2013 году, оставив монету в 1 рупию в качестве минимального законного платёжного средства.
| Циркулирующие монеты | Циркулирующие монеты | Циркулирующие монеты | Циркулирующие монеты | Циркулирующие монеты                                          | Циркулирующие монеты              | Циркулирующие монеты                      |
| Аверс                | Реверс               | Значение             | Годы использования   | Металл                                                        | Аверс                             | Реверс                                    |
| -------------------- | -------------------- | -------------------- | -------------------- | ------------------------------------------------------------- | --------------------------------- | ----------------------------------------- |
|                      |                      | 1 рупий              | 1998 — н. в.         | Бронза (1998—2006) Алюминий (2007-н. в.)                      | Куэйд-и-Азам, Мухаммед Али Джинна | Хазрат Лал Шахбаз Каландар, Сехван Шариф  |
|                      |                      | 2 рупий              | 1998 — н. в.         | Латунь (1998—1999) Никель-латунь (1999—2006) Алюминий (2007-) | Полумесяц и звезда                | Мечеть Бадшахи                            |
|                      |                      | 5 рупий              | 2002 — н. в.         | Мельхиор (2002—2011) Медь-Цинк-Никель (2015-н. в.)            | Полумесяц и звезда                | Число «5»                                 |
|                      |                      | 10 рупий             | 2016 — 2018          | Никель-латунь                                                 | Полумесяц и звезда                | Мечеть Фейсала                            |
|                      |                      | 50 рупий             | 2019                 | Медь-Цинк-Никель                                              | Полумесяц и звезда                | Шри Гру Нанак Дев Джи Гурдвара, Картарпур |

## Банкноты
1 апреля 1948 года Резервный банк Индии и правительство Индии от имени правительства Пакистана выпустили предварительные банкноты для использования исключительно на территории Пакистана, без возможности погашения в Индии. Напечатанные издательством India Security Press в Насике, эти банкноты состоят из индийских банкнотных листов, на которых выгравированы (без надпечатки) слова "ПРАВИТЕЛЬСТВО ПАКИСТАНА" на английском языке и "Хукумат-и-ПАКИСТАН" на урду, добавленные сверху и снизу, соответственно, только в области водяных знаков на лицевой стороне; подписи банкноты оставляли индийские банковские и финансовые чиновники.
Регулярные государственные эмиссии начались в 1948 году в номиналах 1, 5, 10 и 100 рупий. Правительство продолжало выпускать банкноты номиналом 1 рупия до 1980-х годов, но выпуск других банкнот был передан в Государственный банк Пакистана в 1953 году, когда были выпущены банкноты номиналом 2, 5, 10 и 100 рупий. Было выпущено всего несколько банкнот достоинством 2 рупии. Банкноты номиналом 50 рупий были добавлены в 1957 году, а банкноты номиналом 2 рупии были вновь введены в обращение в 1985 году. В 1986 году были введены банкноты достоинством 500 рупий, а в следующем году - 1000 рупий. Банкноты достоинством 2 и 5 рупий были заменены монетами в 1998 и 2002 годах. В 2005 году были добавлены банкноты достоинством 20 рупий, а в 2006 году - 5000 рупий. До 1971 года пакистанские банкноты были двуязычными, с изображением Бенгальский перевод текста на урду (где валюта была переименована taka), поскольку бенгальский был государственным языком Восточный Пакистан (сейчас Бангладеш).
На всех банкнотах, кроме 1/- и 2/-рупий, изображен портрет Мухаммед Али Джинна на лицевой стороне вместе с надписью в Урду. Реверсы банкнот различаются по дизайну и имеют текст на английском языке. Единственный текст на урду, найденный на обороте, - это перевод Пророческого хадиса на урду: "Поиск честного заработка - это акт поклонения". حصول رزق حلال عبادت ہے (Хасул-и-Ризк-и-Халяль Ибаадат хай).
Банкноты различаются по размеру и цвету, причем большие номиналы длиннее, чем меньшие. Все они имеют несколько цветов. Однако у каждого номинала есть один преобладающий цвет. Все банкноты имеют водяной знак в целях безопасности. На банкнотах большего достоинства водяной знак представляет собой изображение Джинны, в то время как на банкнотах меньшего достоинства это полумесяц и звезда. На каждой банкноте также присутствуют различные типы защитных нитей.

### Банкноты серии 1948 года
| Банкноты серии 1948 года | Банкноты серии 1948 года | Банкноты серии 1948 года | Банкноты серии 1948 года | Банкноты серии 1948 года | Банкноты серии 1948 года | Банкноты серии 1948 года | Банкноты серии 1948 года | Банкноты серии 1948 года        |
| Изображение              | Изображение              | Номинал (рупий)          | Размеры (мм)             | Основной цвет            | Описание                 | Описание                 | Годы печати              | Статус                          |
| Аверс                    | Реверс                   | Номинал (рупий)          | Размеры (мм)             | Основной цвет            | Аверс                    | Реверс                   | Годы печати              | Статус                          |
| ------------------------ | ------------------------ | ------------------------ | ------------------------ | ------------------------ | ------------------------ | ------------------------ | ------------------------ | ------------------------------- |
|                          |                          | 1                        | 100×62                   | бирюзовый                | Георг VI                 | Номинал                  | 1948                     | Больше не находится в обращении |
|                          |                          | 2                        | 112×62                   | розовый                  | Георг VI                 | Номинал                  | 1948                     | Больше не находится в обращении |
|                          |                          | 5                        |                          | серый                    | Георг VI                 | Номинал                  | 1948                     | Больше не находится в обращении |
|                          |                          | 10                       |                          | фиолетовый               | Георг VI                 | Лодка, перевозящая джут  | 1948                     | Больше не находится в обращении |
|                          |                          | 100                      |                          | оливковый                | Георг VI                 | Голова тигра             | 1948                     | Больше не находится в обращении |

| Банкноты серии 1948 года | Банкноты серии 1948 года | Банкноты серии 1948 года | Банкноты серии 1948 года | Банкноты серии 1948 года | Банкноты серии 1948 года | Банкноты серии 1948 года | Банкноты серии 1948 года | Банкноты серии 1948 года        |
| Изображение              | Изображение              | Номинал (рупий)          | Размеры (мм)             | Основной цвет            | Описание                 | Описание                 | Годы печати              | Статус                          |
| Аверс                    | Реверс                   | Номинал (рупий)          | Размеры (мм)             | Основной цвет            | Аверс                    | Реверс                   | Годы печати              | Статус                          |
| ------------------------ | ------------------------ | ------------------------ | ------------------------ | ------------------------ | ------------------------ | ------------------------ | ------------------------ | ------------------------------- |
|                          |                          | 5                        | 127×72                   | синий                    | Герб                     | Номинал                  | 1948                     | Больше не находится в обращении |
|                          |                          | 10                       | 145×82                   | красный                  | Герб                     | Номинал                  | 1948                     | Больше не находится в обращении |
|                          |                          | 100                      | 165×92                   | зелёный                  | Герб                     | Номинал                  | 1948                     | Больше не находится в обращении |

### Банкноты серии 1949—1953 годов
| Банкноты серии 1949—1953 годов | Банкноты серии 1949—1953 годов | Банкноты серии 1949—1953 годов | Банкноты серии 1949—1953 годов | Банкноты серии 1949—1953 годов | Банкноты серии 1949—1953 годов                               | Банкноты серии 1949—1953 годов  | Банкноты серии 1949—1953 годов | Банкноты серии 1949—1953 годов  |
| Изображение                    | Изображение                    | Номинал (рупий)                | Размеры (мм)                   | Основной цвет                  | Описание                                                     | Описание                        | Годы печати                    | Статус                          |
| Аверс                          | Реверс                         | Номинал (рупий)                | Размеры (мм)                   | Основной цвет                  | Аверс                                                        | Реверс                          | Годы печати                    | Статус                          |
| ------------------------------ | ------------------------------ | ------------------------------ | ------------------------------ | ------------------------------ | ------------------------------------------------------------ | ------------------------------- | ------------------------------ | ------------------------------- |
|                                |                                | 1                              | 100×62                         | салатовый                      | Герб                                                         | Павильон Наулакха (форт Лахора) | 1949                           | Больше не находится в обращении |
|                                |                                | 2                              | 112×62                         | коричневый                     | Башня (часть стены, окружающей гробницу Джахангира) в Лахоре | Мечеть Бадшахи в Лахоре         | 1949                           | Больше не находится в обращении |
|                                |                                | 5                              | 128×72                         | розовый                        | Лодка, перевозящая джут                                      | Хайберский перевал              | 1951—1960                      | Больше не находится в обращении |
|                                |                                | 10                             | 148×82                         | коричневый                     | Сады Шалимар в Лахоре                                        | Гробницы возле Татты            | 1951—1967                      | Больше не находится в обращении |
|                                |                                | 100                            | 168×92                         | красный                        | Номинал                                                      | Номинал                         | 1953—1954                      | Больше не находится в обращении |

### Банкноты серии 1957—1978 годов
| Банкноты серии 1957—1978 годов | Банкноты серии 1957—1978 годов | Банкноты серии 1957—1978 годов | Банкноты серии 1957—1978 годов | Банкноты серии 1957—1978 годов | Банкноты серии 1957—1978 годов | Банкноты серии 1957—1978 годов              | Банкноты серии 1957—1978 годов | Банкноты серии 1957—1978 годов  |
| Изображение                    | Изображение                    | Номинал (рупий)                | Размеры (мм)                   | Основной цвет                  | Описание                       | Описание                                    | Годы печати                    | Статус                          |
| Аверс                          | Реверс                         | Номинал (рупий)                | Размеры (мм)                   | Основной цвет                  | Аверс                          | Реверс                                      | Годы печати                    | Статус                          |
| ------------------------------ | ------------------------------ | ------------------------------ | ------------------------------ | ------------------------------ | ------------------------------ | ------------------------------------------- | ------------------------------ | ------------------------------- |
|                                |                                | 1                              | 102×63                         | фиолетовый                     | Герб                           | Павильон Наулакха (форт Лахора)             | 1951—1972                      | Больше не находится в обращении |
|                                |                                | 1                              | 102×63                         | коричневый                     | Герб                           | Павильон Наулакха (форт Лахора)             | 1972—1973                      | Больше не находится в обращении |
|                                |                                | 1                              | 102×63                         | зелёный, фиолетовый и розовый  | Герб                           | Памятник Минар                              | 1974—1979                      | Больше не находится в обращении |
|                                |                                | 5                              | 126×73                         | фиолетовый                     | Мухаммад Али Джинна            | Террасы и чай                               | 1966—1971                      | Больше не находится в обращении |
|                                |                                | 5                              | 126×73                         | коричневый                     | Мухаммад Али Джинна            | Террасы и чай                               | 1972—1975                      | Больше не находится в обращении |
|                                |                                | 10                             | 146×83                         | коричневый                     | Мухаммад Али Джинна            | Сады Шалимар в Лахоре                       | 1970—1971                      | Больше не находится в обращении |
|                                |                                | 10                             | 146×83                         | зелёный                        | Мухаммад Али Джинна            | Сады Шалимар в Лахоре                       | 1972—1975                      | Больше не находится в обращении |
|                                |                                | 50                             | 156×83                         | бирюзовый                      | Мухаммад Али Джинна            | Лодки, перевозящие джут                     | 1964—1971                      | Больше не находится в обращении |
|                                |                                | 50                             | 156×83                         | голубой                        | Мухаммад Али Джинна            | Лодки, перевозящие джут                     | 1972—1975                      | Больше не находится в обращении |
|                                |                                | 100                            | 166×93                         | зелёный                        | Мухаммад Али Джинна            | Мечеть Бадшахи в Лахоре                     | 1957—1967                      | Больше не находится в обращении |
|                                |                                | 100                            | 166×93                         | тёмно-зелёный                  | Мухаммад Али Джинна            | Мечеть Бадшахи в Лахоре                     | 1972—1975                      | Больше не находится в обращении |
|                                |                                | 500                            | 176×93                         | красный                        | Мухаммад Али Джинна            | Государственный банк Пакистана в Исламабаде | 1964—1967                      | Больше не находится в обращении |

### Банкноты серии 1976—2005 годов
| Банкноты серии 1976—2005 годов | Банкноты серии 1976—2005 годов | Банкноты серии 1976—2005 годов | Банкноты серии 1976—2005 годов | Банкноты серии 1976—2005 годов | Банкноты серии 1976—2005 годов | Банкноты серии 1976—2005 годов              | Банкноты серии 1976—2005 годов | Банкноты серии 1976—2005 годов  |
| Изображение                    | Изображение                    | Номинал (рупий)                | Размеры (мм)                   | Основной цвет                  | Описание                       | Описание                                    | Годы печати                    | Статус                          |
| Аверс                          | Реверс                         | Номинал (рупий)                | Размеры (мм)                   | Основной цвет                  | Аверс                          | Реверс                                      | Годы печати                    | Статус                          |
| ------------------------------ | ------------------------------ | ------------------------------ | ------------------------------ | ------------------------------ | ------------------------------ | ------------------------------------------- | ------------------------------ | ------------------------------- |
|                                |                                | 1                              | 95×66                          | коричневый                     | Герб                           | Могила Мухаммада Икбала в Лахор             | 1981—2001                      | Больше не находится в обращении |
|                                |                                | 2                              | 109×66                         | фиолетовый                     | Герб                           | Мечеть Бадшахи в Лахоре                     | 1985—1993                      | Больше не находится в обращении |
|                                |                                | 5                              | 127×73                         | серый                          | Мухаммад Али Джинна            | Ходжакский туннель в Белуджистан            | 1976—1999                      | Больше не находится в обращении |
|                                |                                | 5                              | 127×73                         | розовый                        | Мухаммад Али Джинна            | Гробница Ша Руке-и-Алама                    | 1997                           | Больше не находится в обращении |
|                                |                                | 10                             | 141×73                         | зелёный                        | Мухаммад Али Джинна            | Мохенджо-даро в Район Ларкан                | 1977—2006                      | Больше не находится в обращении |
|                                |                                | 50                             | 154×73                         | фиолетовый и красный           | Мухаммад Али Джинна            | Ворота Аламгири Лахорского форта в Лахоре   | 1977—2006                      | Больше не находится в обращении |
|                                |                                | 100                            | 165×73                         | красный и оранжевый            | Мухаммад Али Джинна            | Исламский колледж в Пешаваре                | 1976—2006                      | Больше не находится в обращении |
|                                |                                | 500                            | 175×73                         | бирюзовый                      | Мухаммад Али Джинна            | Государственный банк Пакистана в Исламабаде | 1986—2006                      | Больше не находится в обращении |
|                                |                                | 1000                           | 175×73                         | синий                          | Мухаммад Али Джинна            | Могила Джахангира в Лахоре                  | 1986—2006                      | Больше не находится в обращении |

Государственный банк начал выпуск новой серии банкнот, постепенно заменяя старые образцы новыми, более надежными.

### Банкноты серии 2005 года
| Банкноты серии 2005 года | Банкноты серии 2005 года | Банкноты серии 2005 года | Банкноты серии 2005 года | Банкноты серии 2005 года     | Банкноты серии 2005 года                                            | Банкноты серии 2005 года                              | Банкноты серии 2005 года | Банкноты серии 2005 года |
| Изображение              | Изображение              | Номинал (рупий)          | Размеры (мм)             | Основной цвет                | Описание                                                            | Описание                                              | Дата                     | Дата                     |
| Аверс                    | Реверс                   | Номинал (рупий)          | Размеры (мм)             | Основной цвет                | Аверс                                                               | Реверс                                                | начала выпуска           | окончания выпуска        |
| ------------------------ | ------------------------ | ------------------------ | ------------------------ | ---------------------------- | ------------------------------------------------------------------- | ----------------------------------------------------- | ------------------------ | ------------------------ |
|                          |                          | 5                        | 115×65                   | зелёно-серый                 | Мухаммад Али Джинна                                                 | Порт Гвадар, крупный проект в Белуджистане (Пакистан) | 8 июля 2008              | 31 декабря 2012          |
|                          |                          | 10                       | 115×65                   | оливковый                    | Мухаммад Али Джинна                                                 | Баб-уль-Хайбер, вход в Хайберский проход              | 27 мая 2006              |                          |
|                          |                          | 20                       | 123×65                   | коричневый                   | Мухаммад Али Джинна                                                 | Мохенджо-Даро в округе Ларкана                        | 2005                     | 2007                     |
|                          |                          | 20                       | 123×65                   | красный, оранжевый и зелёный | Мухаммад Али Джинна                                                 | Мохенджо-Даро в округе Ларкана                        | 2007                     |                          |
|                          |                          | 50                       | 131×65                   | фиолетовый                   | Мухаммад Али Джинна                                                 | К2, вторая по высоте гора мира, на севере Пакистана   | 8 Июля 2008              |                          |
|                          |                          | 75                       | 147×65                   | изумрудно-зелёный            | Мухаммад Али Джинна, Мухаммад Икбал, Фатима Джинна, Сайед Ахмад Хан | Мархор, Дерево Деодар                                 | 30 сентября 2022         |                          |
|                          |                          | 75                       | 147×65                   | синий и зелёный              | Мухаммад Али Джинна                                                 | Фатима Джинна                                         | 2023                     |                          |
|                          |                          | 100                      | 139×65                   | красный                      | Мухаммад Али Джинна                                                 | Резиденция в Куэйд-и-Азам в Зиарат                    | 11 ноября 2006           |                          |
|                          |                          | 500                      | 147×65                   | тёмно-зелёный                | Мухаммад Али Джинна                                                 | Мечеть Бадшахи в Лахоре                               | 11 ноября 2006           |                          |
|                          |                          | 1000                     | 155×65                   | тёмно-синий                  | Мухаммад Али Джинна                                                 | Исламский колледж в Пешаваре                          | 26 февраля 2007          |                          |
|                          |                          | 5000                     | 163×65                   | Горчичный                    | Мухаммад Али Джинна                                                 | Мечеть Фейсала в Исламабаде                           | 27 мая 2006              |                          |

## Юбилейные монеты
В связи с большим количеством паломников в Королевство Саудовской Аравии в 1950-х годах Государственный банк Пакистана предоставил простые средства обмена для паломников, совершающих хадж. Был введен выпуск специальных банкнот для срочного использования паломниками. Хотя рассматривались и другие способы обмена, высокий уровень неграмотности среди пакистанских паломников и дополнительные расходы, которые были бы понесены в связи с необходимостью приобретения таких средств, не позволили правительству использовать эти методы обмена. Распоряжение Государственного банка разрешить выпуск этих "хадж-банкнот" было издано в мае 1950 года.
Использование записок о хадже продолжалось до 1978 года. До этой даты запасы банкнот использовались без необходимости печатать новые банкноты с подписями более поздних губернаторов. Считается, что после того, как использование банкнот для совершения хаджа было прекращено, большая часть оставшегося запаса банкнот была уничтожена. Однако многие банкноты попали на коллекционный рынок после их продажи Государственным банком Пакистана торговцу банкнотами.
| Банкноты хаджа | Банкноты хаджа | Банкноты хаджа | Банкноты хаджа   | Банкноты хаджа              | Банкноты хаджа     |
| Изображение    | Изображение    | Стоимость      | Основной цвет    | Описание – Реверс           | Дата использования |
| Аверс          | Реверс         | Стоимость      | Основной цвет    | Описание – Реверс           | Дата использования |
| -------------- | -------------- | -------------- | ---------------- | --------------------------- | ------------------ |
|                |                | 10 рупий       | Темно-фиолетовый | Сады Шалимар в Лахоре       | 1960–1969          |
|                |                | 10 рупий       | Темно-синий      | Мохенджо-даро в Ларкане     | 1970–1976          |
|                |                | 100 рупий      | Темно-оранжевый  | Исламский колледж (Пешавар) | 1970–1976          |
|                |                |                |                  |                             |                    |

| Специальные банкноты к 50 - летию и 75 - летию независимости Пакистана | Специальные банкноты к 50 - летию и 75 - летию независимости Пакистана | Специальные банкноты к 50 - летию и 75 - летию независимости Пакистана | Специальные банкноты к 50 - летию и 75 - летию независимости Пакистана | Специальные банкноты к 50 - летию и 75 - летию независимости Пакистана | Специальные банкноты к 50 - летию и 75 - летию независимости Пакистана |
| Изображение                                                            | Изображение                                                            | Стоимость                                                              | Основной цвет                                                          | Описание – Реверс                                                      | Дата использования                                                     |
| Аверс                                                                  | Реверс                                                                 | Стоимость                                                              | Основной цвет                                                          | Описание – Реверс                                                      | Дата использования                                                     |
| ---------------------------------------------------------------------- | ---------------------------------------------------------------------- | ---------------------------------------------------------------------- | ---------------------------------------------------------------------- | ---------------------------------------------------------------------- | ---------------------------------------------------------------------- |
|                                                                        |                                                                        | 5 рупий                                                                | Темно-фиолетовый                                                       | Бахауддин Закария Могила Мултан                                        | 1997                                                                   |
|                                                                        |                                                                        | 75 рупий                                                               | Изумрудно-зеленая                                                      | Мархор, Дерево Деодар                                                  | 2022                                                                   |